# Sołtysi (dopływ Siedliczki)
Sołtysi – potok długości około 3 km w zlewni Siedliczki. Jego źródło znajduje się na Wzgórzach Warszewskich w rejonie dawnej, nieistniejącej obecnie, wsi Goślice  w gminie Police.